# Antón Quindimil
Antón Quindimil Rodríguez (Abegondo; La Coruña, 23 de noviembre de 1999) es un futbolista español. Juega como defensa y su equipo actual es el Fútbol Club La Unión Atlético de la Segunda Federación.

## Carrera deportiva
Nacido en el municipio coruñés Abegondo, hijo del concejal del PP y gerente de la Asociación Gallega de Servicios Sociales Gustavo Quindimil. Quindimil se incorporó a los juveniles del Real Club Celta de Vigo en el año 2015, procedente del Racing Club de Ferrol. El 21 de julio de 2018, una vez finalizada su formación, se oficializó su marcha a la UD Somozas de la Tercera División española. Debutaría el 26 de agosto de ese mismo año, empezando como titular un partido contra el propio Racing de Ferrol que ganaría el Somozas por 4 a 0, donde además Antón anotaría el primer gol del encuentro.
En julio de 2019, después de contribuir con 3 goles en 35 partidos, se marcha al CD Lugo, siendo asignado a su filial, el Polvorín FC, también de Tercera División. 
Antón debutó con el primer equipo del club lucense el 13 de septiembre de 2020, entrando en el minuto 54 de partido en sustitución de Borja Domínguez, en un partido fuera de casa que acabaría en derrota por 2 a 0 frente al CF Fuenlabrada.
El 4 de agosto de 2021, se oficializa su fichaje por el CD Tenerife "B".
En la temporada 2022-23, firma por el Bergantiños FC de la Segunda Federación.
En la temporada 2023-24, regresa a la UD Somozas del Grupo I de Tercera División RFEF.
El 30 de enero de 2024, firma por el Fútbol Club La Unión Atlético de la Segunda Federación.

## Clubes
| Club                          | País   | Año             |
| ----------------------------- | ------ | --------------- |
| Unión Deportiva Somozas       | España | 2018-2019       |
| Polvorín Fútbol Club          | España | 2019-2021       |
| Club Deportivo Lugo           | España | 2020- 2021      |
| CD Tenerife "B"               | España | 2021-2022       |
| Bergantiños FC                | España | 2022-2023       |
| UD Somozas                    | España | 2023-2024       |
| Fútbol Club La Unión Atlético | España | 2024-Actualidad |